# دهستان پاتاوه
پاتاوه، دهستانی است از توابع بخش پاتاوه شهرستان دنا در استان کهگیلویه و بویراحمد ایران.

## جمعیت
براساس سرشماری سال ۱۳۸۵ جمعیت آن ۱۴٬۹۸۳ نفر (۲٬۹۷۸ خانوار) بوده‌است.